# 农业科学
農業科學是跨領域的學科，包括了生物学、社会科学，以及有關农业的實務及理解（其中會包括動物學，不過多半不會包括兽医学）。

## 農業、農業科學及農學
農業（Agriculture）、農業科學（agricultural science）及農學（agronomy）很容易混淆，這三項包括不同的主題：
- 農業是使自然環境轉變為可以養育動物及植物，供人類使用的過程。農業會關注相關的技術，包括農學研究的塵用。
- 农学是有關農作物目有關的研究開發及改良。

農業科學包括以下項目的研究開發：
- 植物育種及基因學
- 植物病理學
- 园艺
- 土壤科學
- 昆蟲學
- 農業生產技術（例如灌溉管理，建議的氮肥量）
- 在質及量上提昇農業生產力（例如，選擇耐干旱的作物及動物、發展新的农药、產量感應技術、作物生長模型模擬、體外细胞培养技術）
- 減少害蟲及有害植物對作物或是動物的影響（野草、昆虫、病原体、线虫动物门）
- 將初級農產品轉變為最終消費產品（例如奶制品的製造、保存及包裝）
- 預防及修正負面的環境效應（例如土壤退化作用、污染物排放控制、生物修復）
- 理論生產生態（英语：Theoretical production ecology），和作物生產模型有關
- 傳統旳農業系統，有時也稱為自給農業，是全世界大多數人的糧食來源。這些系統受到關注的原因是其中有一定程度整合了自然生態系統，整合程度比精耕细作要高。自給農業的永續性比現代農業要高。
- 全球規模的食物生產及需要求。會特別關注主要的食物生產國，例如中國、印度、巴西、美國及歐盟。
- 許多有關農業資源及環境的科學（土壤科學、農業氣候學）：農作物及動物的生物學（作物科學、動物科學及關學科，例如反芻動物營養，家畜福利）農業經濟學和農村社會學等領域、農業工程中的各個學科。

### 農業生物技術
農業生物技術是农业科学中特殊的一個學科，和科學工具及技術有關，用到的包括有基因工程、分子标记、分子診斷、疫苗及組織培養，為了要調整生物體，例如動物、植物及微生物。

## 肥料
農產品產量減少的原因中，最常見的是在轉換期（讓土壤重建其骨料及有機物質的時間）時，沒有施加略多一點的肥料。因為氮會固定在作物的其他部位，作物產量會暫時性的下降，時間從幾個月到幾年不等，視作物的碳—氮比例以及當地環境而不同。

## 歷史
18世紀時，約翰·弗里德里希·梅耶開始進行用石膏（水合硫酸钙）作為肥料的實驗。
1843年起，約翰·勞斯及約瑟夫·亨利·吉爾伯特開始在英國的羅塔姆斯特德研究站開始了長期的實驗，其中部份實驗到2018年仍在繼續進行。
美國農業科學的革命開始於《{{le|1887年哈奇法案|Hatch Act of 1887》，其中也用到「农业科学」的詞語。哈奇法案是因為農民的關注而推動，想要瞭解早期人工肥料的組成。1917年的《史密斯－休斯法案》將農業教育回到其職業根源，不過已建立了科學的基礎。1906年之後，美國用在農業科學上的公共支出比私人或企業支出要多，此一情形持續了44年:xxi。1960年起，在已開發國家及開發中國家的農業集約化（常稱為绿色革命），其進展和選擇可快速大量成長的作物及動物有關，也和人工肥料及农药的引入有關。
農業是人類最大開始對自然環境的影響，也是影響程度最大的影響，一般農業對環境有所影響，而近來的集約農業、工業發展及人口成長，讓農業科學家面臨新的問題，也發展及產生了新的領域。其中有些科技領域假設更先進的技術是現有科技問題的解答，例如整合害蟲管理、污染物排放控制技術、景觀設計、基因組學及農業哲學領域，其中參考一些食品产业的內容，不過有些內容和非必需性的經濟「產品」不同。事實上，二個不同研究方法的結合有助於對农业科学有更深的瞭解。
新的科技，例如生物技术及计算机科学（用在資料處理及儲存），以及技術的進步，形成新研究領域的產生，例如基因工程、农业物理学、改良的统计分析以及精准农业。和這個平衡的，是農業科學中有關自然科學及人類科學的研究，希望可以瞭解傳統農業中人和自然的互動，包括宗教及農業的互動，以及農業生產系統的非物質組成部分。

## 知名的農業科學家
- 罗伯特·贝克韦尔
- 诺曼·布劳格
- 路德·伯班克（英语：Luther Burbank）
- 喬治·華盛頓·卡弗
- 卡爾·亨利·克拉克（英语：Carl Henry Clerk）
- 喬治·克萊克（英语：George C. Clerk）
- René Dumont（英语：René Dumont）
- 阿爾伯特·霍華德爵士（英语：Sir Albert Howard）
- Kailas Nath Kaul（英语：Kailas Nath Kaul）
- 尤斯图斯·冯·李比希
- 傑伊·拉什（英语：Jay Lush）
- 孟德爾
- 路易·巴斯德
- M·S·斯瓦米纳坦
- 傑瑟羅·塔爾（英语：Jethro Tull (agriculturist)）
- 阿尔图里·伊尔马里·维尔塔宁
- 小埃利·惠特尼（英语：Eli Whitney Jr.）
- 休厄尔·赖特
- 威爾伯·奧林·阿特沃特（英语：Wilbur Olin Atwater）
- 袁隆平

## 領域或相關學科
| - 農業生物技術 - 農業化學 - 農業多元化 - 農業教育 - 農業經濟學 - 农业工程 - 农业地理学 - 農業哲學 - 農業行銷 - 農業土壤科學 - 生態農業 - 農業物理學 - 畜牧學 - 動物育種學 - 畜牧业 - 動物營養學 - 農場管理 - 农学 - 植物学 - 理論生產生態 - 园艺 - 植物配種 - 肥料 | - 水產養殖 - 生物工程学 - 基因工程 - 線蟲學 - 微生物学 - 植物病理學 - 範圍管理 - 环境科学 - 昆虫学 - 食品科學 - 人類營養學 - 灌溉及水管理 - 土壤科學 - 土壤学 - 污染物排放控制 - 野草科學 |

## 延伸閱讀
- Agricultural Research, Livelihoods, and Poverty: Studies of Economic and Social Impacts in Six Countries Edited by Michelle Adato and Ruth Meinzen-Dick (2007), Johns Hopkins University Press Food Policy Report（Agricultural research, livelihoods, and poverty | International Food Policy Research Institute (IFPRI)（页面存档备份，存于））
- Claude Bourguignon, Regenerating the Soil: From Agronomy to Agrology, Other India Press, 2005
- Pimentel David, Pimentel Marcia, Computer les kilocalories, Cérès, n. 59, sept-oct. 1977
- Russell E. Walter, Soil conditions and plant growth, Longman group, London, New York 1973
- Salamini, Francesco; Özkan, Hakan; Brandolini, Andrea; Schäfer-Pregl, Ralf; Martin, William. . Nature Reviews Genetics. 2002, 3 (6): 429–441. PMID 12042770. doi:10.1038/nrg817.
- Saltini Antonio, Storia delle scienze agrarie, 4 vols, Bologna 1984–89, ISBN 88-206-2412-5, ISBN 88-206-2413-3, ISBN 88-206-2414-1, ISBN 88-206-2415-X
- Vavilov Nicolai I. (Starr Chester K. editor), The Origin, Variation, Immunity and Breeding of Cultivated Plants. Selected Writings, in Chronica botanica, 13: 1–6, Waltham, Mass., 1949–50
- Vavilov Nicolai I., World Resources of Cereals, Leguminous Seed Crops and Flax, Academy of Sciences of Urss, National Science Foundation, Washington, Israel Program for Scientific Translations, Jerusalem 1960
- Winogradsky Serge, Microbiologie du sol. Problèmes et methodes. Cinquante ans de recherches, Masson & c.ie, Paris 1949

## 外部連結
- Consultative Group on International Agricultural Research (CGIAR) （页面存档备份，存于）
- Agricultural Research Service （页面存档备份，存于）
- Indian Council of Agricultural Research （页面存档备份，存于）
- International Institute of Tropical Agriculture （页面存档备份，存于）
- International Livestock Research Institute （页面存档备份，存于）
- The National Agricultural Library (NAL) （页面存档备份，存于） - The most comprehensive agricultural library in the world.
- Crop Science Society of America （页面存档备份，存于）
- American Society of Agronomy （页面存档备份，存于）
- Soil Science Society of America （页面存档备份，存于）
- Agricultural Science Researchers, Jobs and Discussions （页面存档备份，存于）
- Information System for Agriculture and Food Research （页面存档备份，存于）
- South Dakota Agricultural Laboratories （页面存档备份，存于）
- NMSU Department of Entomology Plant Pathology and Weed Science （页面存档备份，存于）
- UP Agriculture （页面存档备份，存于）
- Bihar Agriculture （页面存档备份，存于）